# Orzeł (U-Boot, 1962)
ORP Orzeł war ein U-Boot der polnischen Marine. Das Boot gehörte der sowjetischen Whiskey-Klasse (Projekt 613) an.
Die Orzeł wurde am 29. November 1962 in Dienst gestellt und erhielt den Namen des U-Bootes Orzeł, das im Zweiten Weltkrieg in der polnischen Marine diente. Die taktische Nummer des Bootes war 292 (zwischenzeitlich 317).
Das Boot wurde am 31. Dezember 1982 außer Dienst gestellt und anschließend verschrottet.